# Albinas Kaminskas
Albinas Kaminskas (ur. 4 sierpnia 1933 w Puziškės w okręgu mariampolskim) – litewski fizyk, doktor habilitowany, laureat Nagrody Państwowej ZSRR. 
Urodził się 4 sierpnia 1933 w Puziškės w obwodzie mariampolskim. W 1956 ukończył naukę na Uniwersytecie Wileńskim. W latach 1957–2002 był kierownikiem Laboratorium Instytutu Elektrograficznego.
Napisał dwie książki: „Elektroradiografija” w 1974, oraz „Klinikinės elektrorentgenografijos pagrindai” w 1982 (wraz z Kazysem Ambrozaitisem).
W 1973 został laureatem Nagrody Państwowej ZSRR.